# Mie Miki

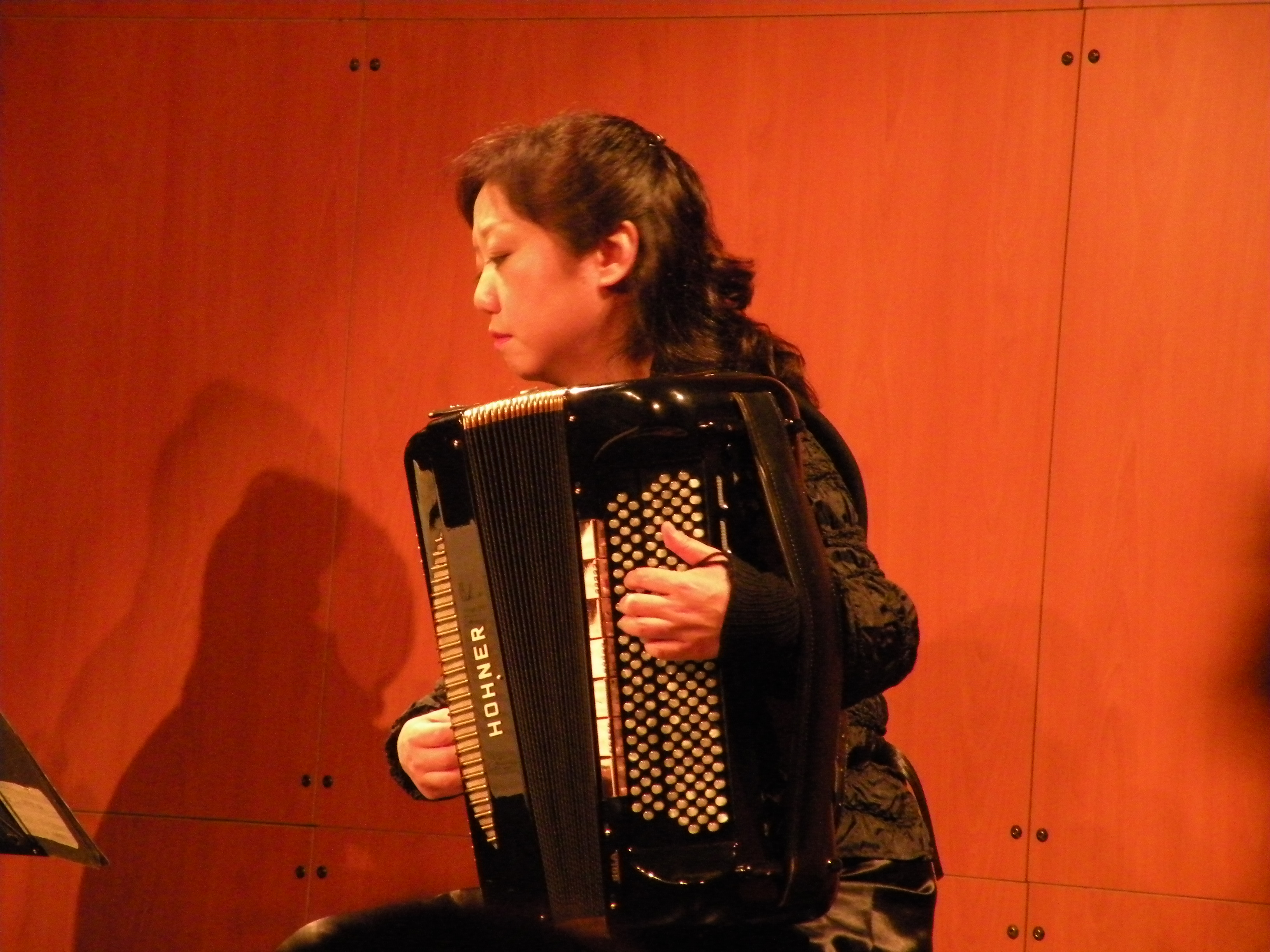
Mie Miki während La Folle Journée 2009

Mie Miki (jap. 御喜 美江, Miki Mie; * 15. September 1956 in Tokio) ist Akkordeonistin und Professorin für Akkordeon an der Folkwang Universität der Künste, Essen.
Sie begann im Alter von vier Jahren Akkordeon zu spielen. Auf ihre Anregung hin entstanden bisher über 50 Solo- und Kammermusikwerke für und mit Akkordeon (u. a. von Y. Takahashi, Toshio Hosokawa, Adriana Hölszky, Hans-Joachim Hespos, Nicolaus A. Huber, H. Hayashi, Toshi Ichiyanagi, Maki Ishii, Sven-Ingo Koch, Atsuhiko Gondai und M. Nomura).
Als Solistin ist Mie Miki international mit vielen bedeutenden Orchestern aufgetreten, so mit dem Orchestre de la Suisse Romande, New Japan Philharmonic, Gothenburg Symphony Orchestra, NHK-Sinfonieorchester und dem Belgischen National Orchester; u. a. mit den Dirigenten Seiji Ozawa, Hiroyuki Iwaki, Hiroshi Wakasugi, Mario Venzago und Charles Dutoit. 1989 erhielt sie den Förderpreis des Landes Nordrhein-Westfalen.
Von 1996 an war Mie Miki Honorarprofessorin an der Folkwang Hochschule, Standort Duisburg. Seit Oktober 2003 ist sie nun  Professorin für Akkordeon an der Folkwang Hochschule in Essen. Ihre CD „Mie Miki Accordion J. S. Bach“ erhielt 1997 den RecordAcademy Award in Japan.